# El Putget i Farró
Putget-Farrò este un cartier din districtul 5, Sarrià-Sant Gervasi, al orașului Barcelona.